# دوربین تک‌لنزی غیربازتابی

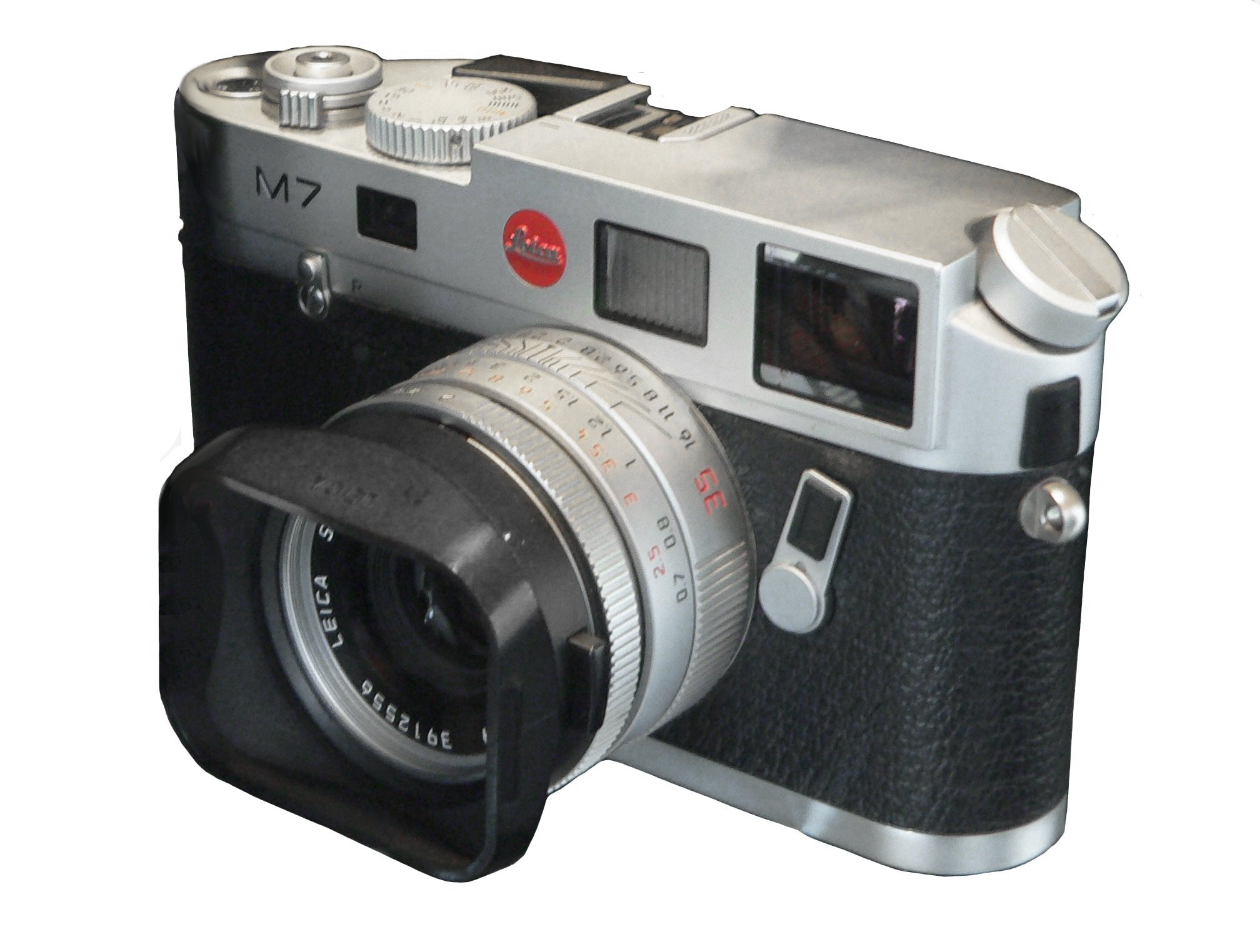
یک دوربین تک لنزی غیر بازتابی لایکا M7

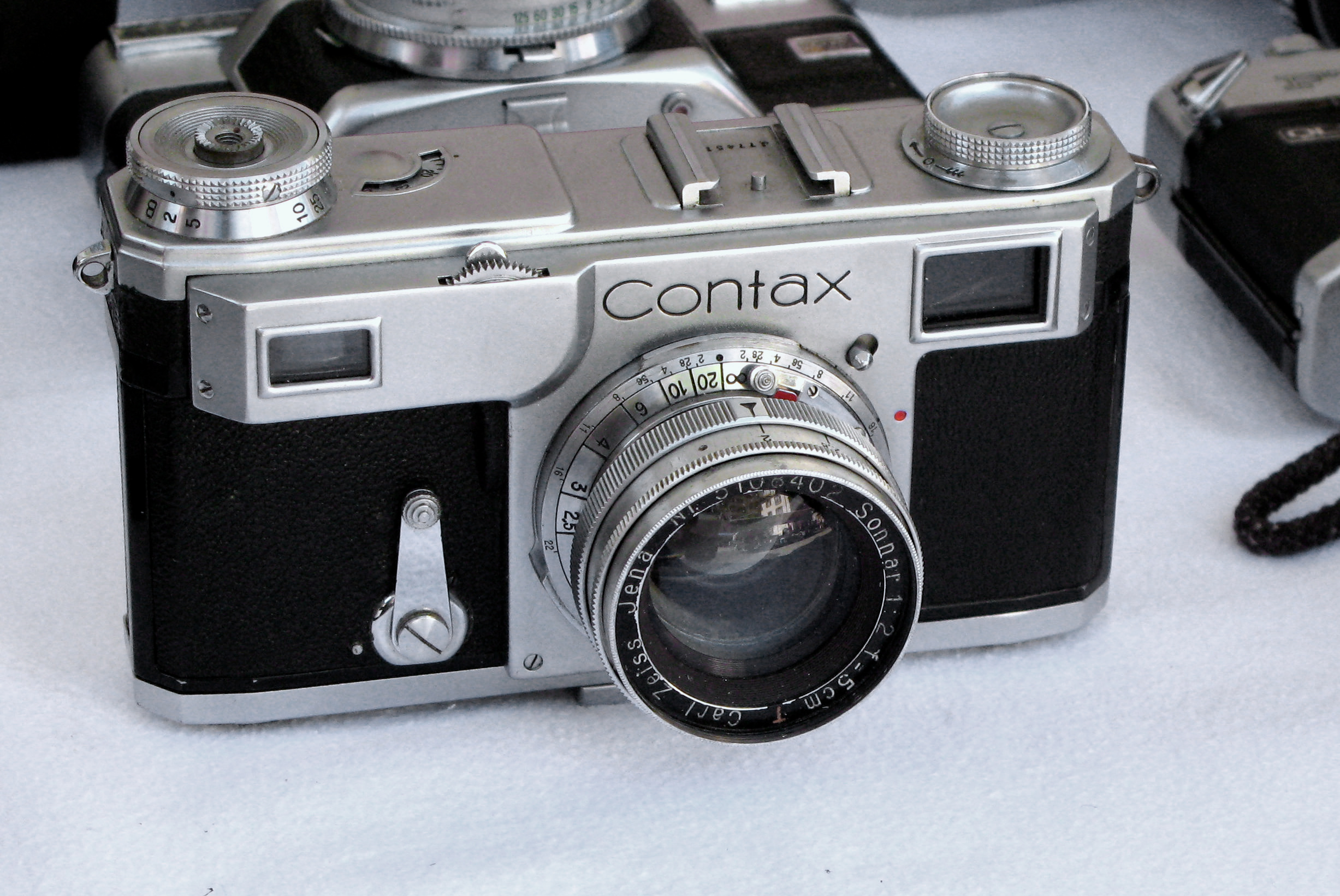
یک دوربین تک لنزی غیر بازتابی کانتاکس II

دوربین تک لنزی غیر بازتابی (به انگلیسی:Rangefinder)، دوربینی است که کادر تصویری از مسیری مستقیم و بدون ارتباط با لنز توسط عکاس دیده می‌شود. در انواع ساده‌تر و قدیمی‌تر این دوربین‌ها سیستم میزان‌سازی تصویر فقط با درجه‌هایی که روی لنز ایجاد شده، انجام می‌گیرد و ربطی به لنز ندارد.

## سیستم فوکوس

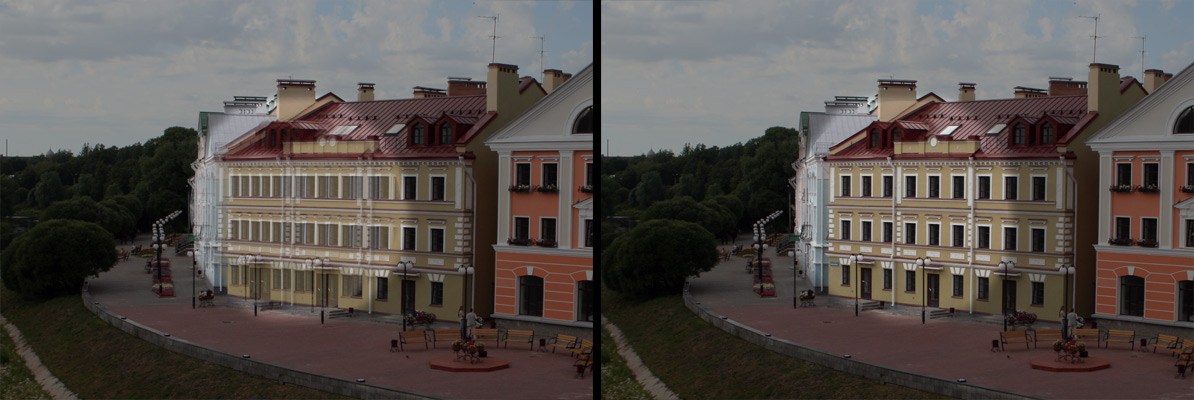
سیستم فوکوس با استفاده از تصویر دوگانه در دوربین‌های تک لنزی غیر بازتابی.

در مدل‌های پیشرفته و جدیدتر این دروبین سیستمی برای فوکوس دقیق تعبیه شده‌است. این سیستم با استفاده از یک آیینه و یک منشور که باعث تشکیل دو تصویر در منظره‌یاب می‌شود که انطباق این دو تصویر بر روی هم، نشان فوکوس دقیق تصویر بر روی صفحه حساس است.

## نگارخانه

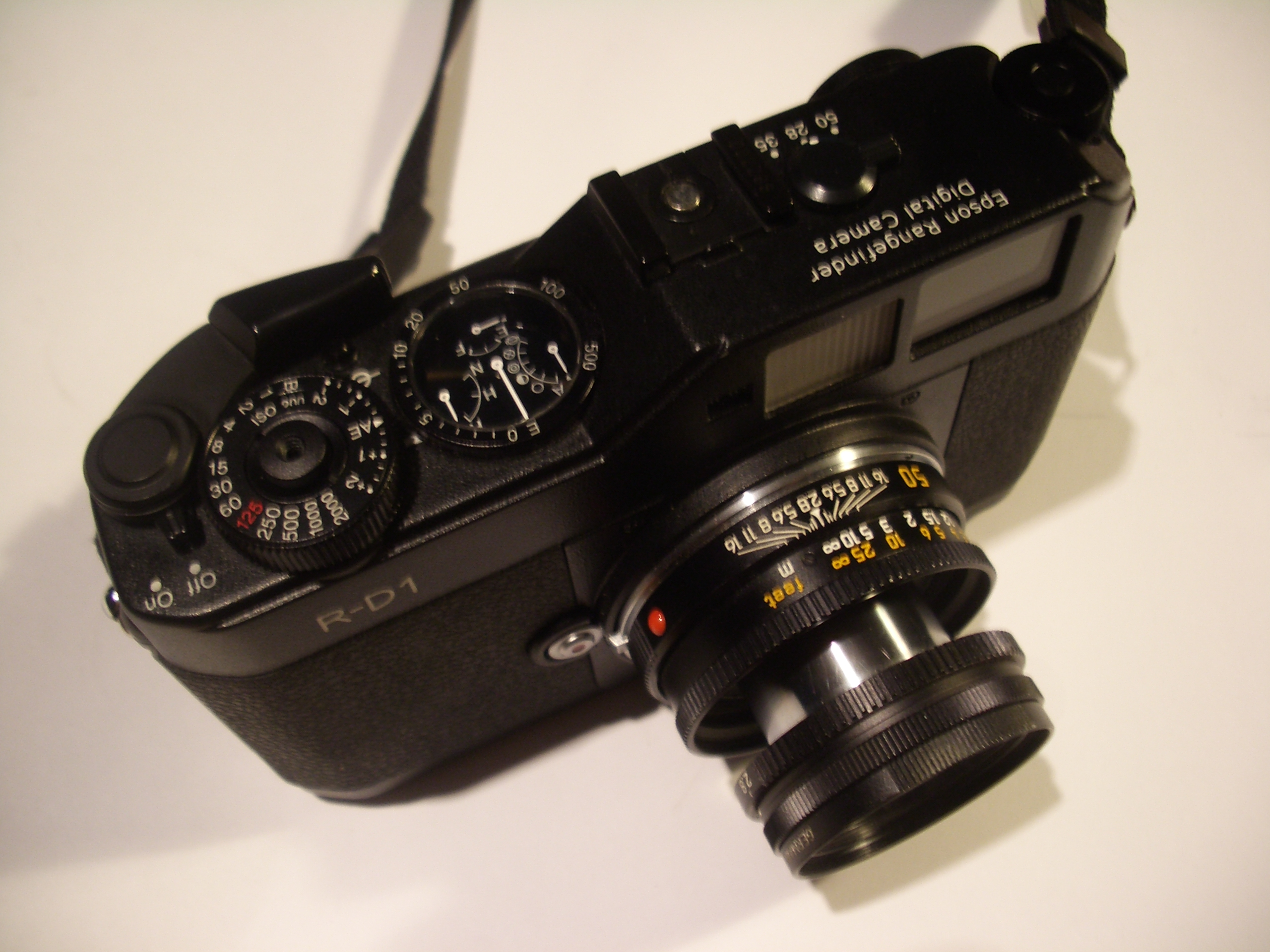
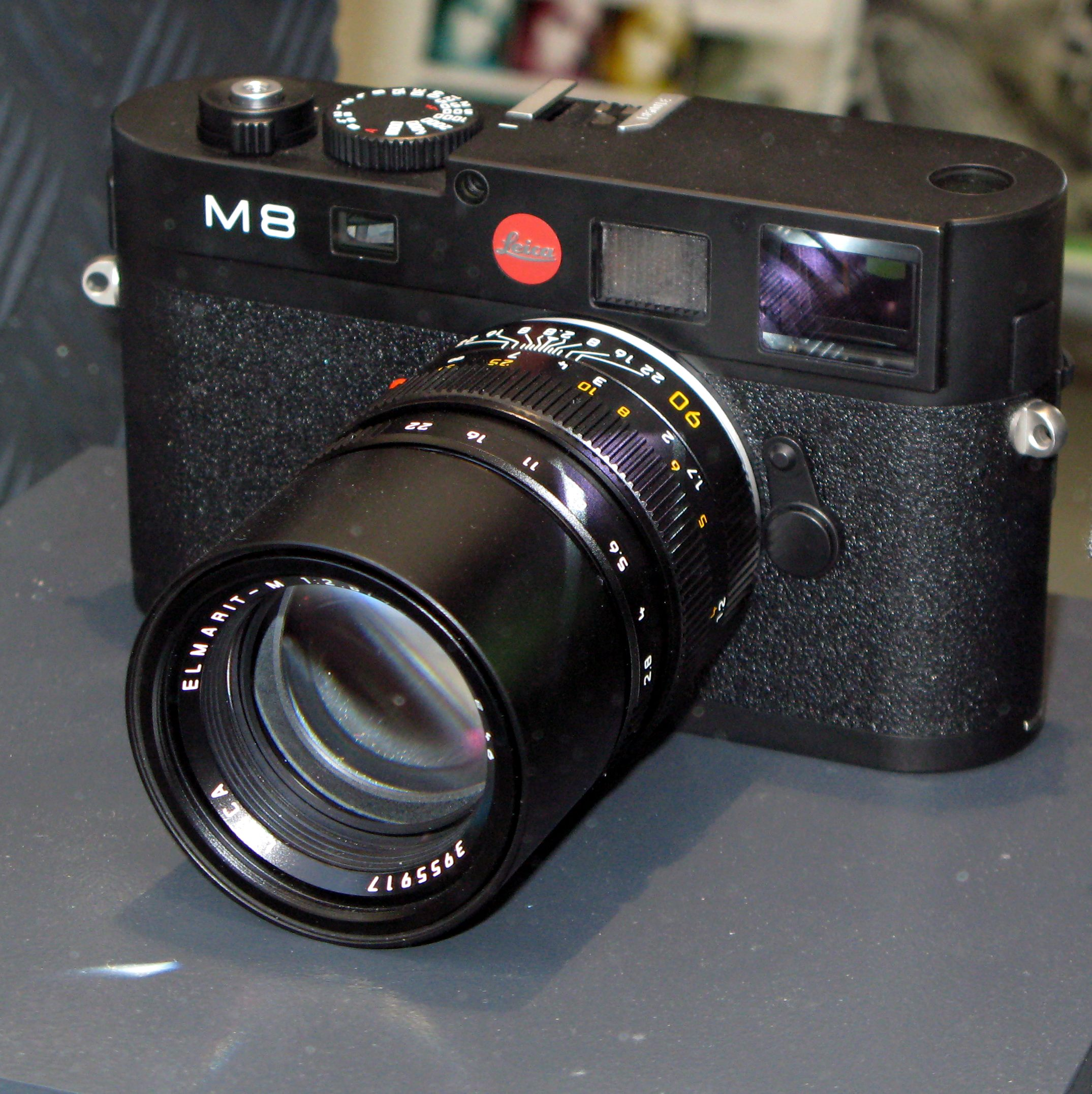
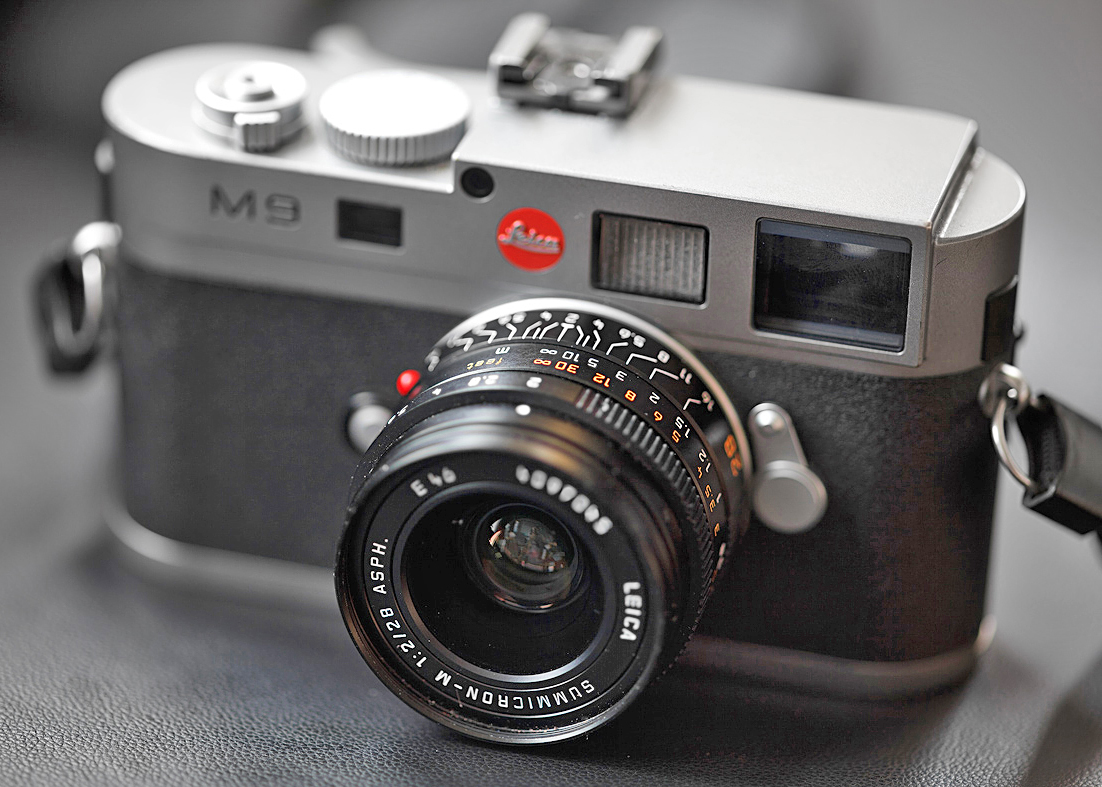